# Ролі (Північна Кароліна)
Ро́лі (англ. Raleigh, МФА: [ˈrɑːli]) — місто (англ. city) у США, в округах Вейк і Дарем, столиця штату Північна Кароліна. Населення — 467 665 осіб (2020), а в агломерації — 1,6 млн. Друге за чисельністю місто штату.
Названо на честь сера Волтера Релі.

## Географія
Ролі розташоване за координатами 35°49′49″ пн. ш. 78°38′29″ зх. д. / 35.83028° пн. ш. 78.64139° зх. д. (35.830204, -78.641439). За даними Бюро перепису населення США в 2010 році місто мало площу 372,96 км², з яких 370,12 км² — суходіл та 2,85 км² — водойми.

### Клімат
| Клімат : Ролі                                        | Клімат : Ролі | Клімат : Ролі | Клімат : Ролі | Клімат : Ролі | Клімат : Ролі | Клімат : Ролі | Клімат : Ролі | Клімат : Ролі | Клімат : Ролі | Клімат : Ролі | Клімат : Ролі | Клімат : Ролі | Клімат : Ролі |
| Показник                                             | Січ.          | Лют.          | Бер.          | Квіт.         | Трав.         | Черв.         | Лип.          | Серп.         | Вер.          | Жовт.         | Лист.         | Груд.         | Рік           |
| Абсолютний максимум, °C                              | 26,7          | 28,9          | 34,4          | 35,0          | 37,2          | 40,6          | 40,6          | 40,6          | 40,0          | 37,8          | 31,1          | 27,2          | 40,6          |
| Середній максимум, °C                                | 10,5          | 12,9          | 17,4          | 22,4          | 26,4          | 30,6          | 32,3          | 31,3          | 27,8          | 22,6          | 17,6          | 12,0          | 22,1          |
| Середній мінімум, °C                                 | −0,6          | 1,0           | 4,4           | 8,9           | 13,6          | 18,8          | 21,1          | 20,3          | 16,5          | 9,9           | 4,9           | 0,7           | 10,0          |
| Абсолютний мінімум, °C                               | −22,8         | −18,9         | −11,7         | −5            | −1,7          | 3,3           | 8,9           | 7,8           | 2,8           | −7,2          | −11,7         | −17,8         | −22,8         |
| Середня кількість сонячних годин на місяць           | 163,8         | 173,1         | 228,9         | 250,7         | 258,4         | 267,7         | 259,5         | 239,6         | 217,6         | 215,4         | 174,0         | 157,6         | 2606          |
| Норма опадів, мм                                     | 89            | 82            | 104           | 74            | 83            | 89            | 120           | 108           | 111           | 83            | 79            | 78            | 1101          |
| Днів з опадами                                       | 9,8           | 9,4           | 9,8           | 9,3           | 9,9           | 10,6          | 11,9          | 10,5          | 8,0           | 7,3           | 8,2           | 9,4           | 114,1         |
| Днів зі снігом                                       | 1,1           | 1,3           | 0,3           | 0,1           | 0             | 0             | 0             | 0             | 0             | 0             | 0,1           | 0,5           | 3,4           |
| Вологість повітря, %                                 | 66.5          | 64.1          | 63.0          | 61.7          | 71.1          | 73.6          | 76.0          | 77.9          | 77.1          | 73.3          | 69.1          | 68.5          | 70.2          |
| ---------------------------------------------------- | ------------- | ------------- | ------------- | ------------- | ------------- | ------------- | ------------- | ------------- | ------------- | ------------- | ------------- | ------------- | ------------- |
| Джерело: NOAA (relative humidity and sun 1961–1990), |               |               |               |               |               |               |               |               |               |               |               |               |               |

## Демографія
Згідно з переписом 2010 року, у місті мешкали 403 892 особи в 162 999 домогосподарствах у складі 91 186 родин. Густота населення становила 1083 особи/км². Було 176124 помешкання (472/км²).
Расовий склад населення:
| - 57,5 % — білих - 29,3 % — чорних або афроамериканців - 4,3 % — азіатів - 0,5 % — корінних американців - 5,7 % — осіб інших рас |

До двох чи більше рас належало 2,6 %. Частка іспаномовних становила 11,4 % від усіх жителів.
За віковим діапазоном населення розподілялося таким чином: 23,1 % — особи молодші 18 років, 68,7 % — особи у віці 18—64 років, 8,2 % — особи у віці 65 років та старші. Медіана віку мешканця становила 31,9 року. На 100 осіб жіночої статі у місті припадало 93,5 чоловіків; на 100 жінок у віці від 18 років та старших — 90,9 чоловіків також старших 18 років.
Середній дохід на одне домашнє господарство становив 78 255 доларів США (медіана — 55 398), а середній дохід на одну сім'ю — 95 456 доларів (медіана — 70 061). Медіана доходів становила 48 712 долари для чоловіків та 40 929 доларів для жінок. За межею бідності перебувало 16,0 % осіб, у тому числі 22,5 % дітей у віці до 18 років та 7,5 % осіб у віці 65 років та старших.
Цивільне працевлаштоване населення становило 226 356 осіб. Основні галузі зайнятості: освіта, охорона здоров'я та соціальна допомога — 21,5 %, науковці, спеціалісти, менеджери — 18,0 %, роздрібна торгівля — 10,9 %, мистецтво, розваги та відпочинок — 10,2 %.

## Культура
У місті розташований Художній музей Північної Кароліни з цінною збіркою живопису (Ян Брейгель (старший), Антоніс ван Дейк, Петер Пауль Рубенс, Ян Лівенс, Джованні Больтраффіо, Якоб ван Рейсдал та ін.).

## Освіта

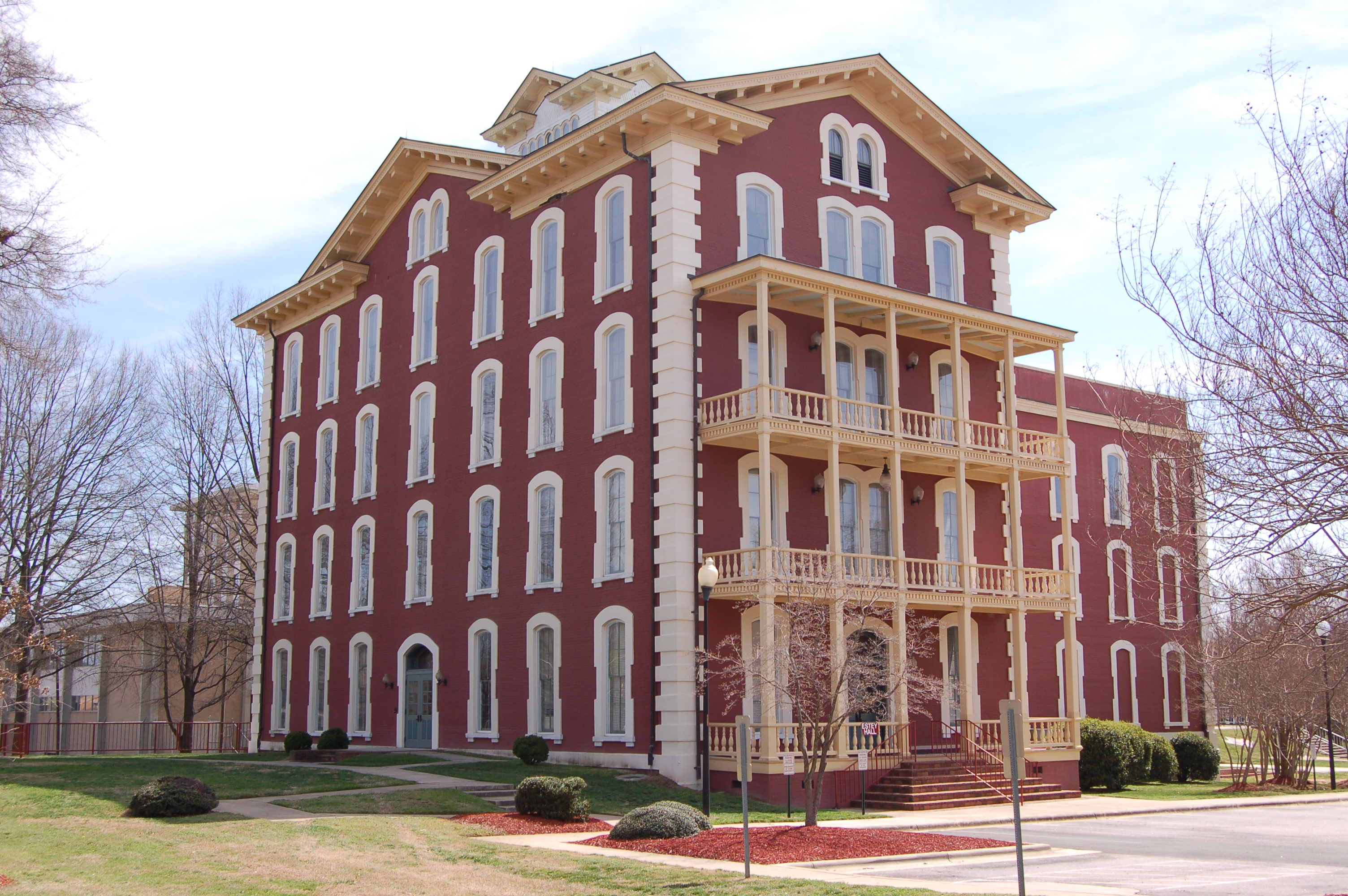
Есті Холл, кампус університету

## Спорт
У Ролі є чотири професійні спортивні команди.
- «Кароліна Гаррікейнс» (англ. Carolina Hurricanes) — професійна хокейна команда, член Національної хокейної ліги грає в Ар-Бі-Сі-центрі.

## Уродженці
- Уай Бі Ен Кордей (* 1997) — американський репер, співак та письменник.

## Міста-побратими
Укладено договір про встановлення побратимських відносин з містами:
- Сян'ян (КНР);
- Комп'єнь (Франція);
- Халл (Гулль) (Англія, Велика Британія);
- Росток (Німеччина)

Міста-побратими у США:
- Ірвін, Каліфорнія.
- Ричмонд, Вірджинія.
- Сієтл, Вашингтон.